# Редвиц-ан-дер-Родах
Редвиц-ан-дер-Родах (нем. Redwitz an der Rodach) — община в Германии, в земле Бавария. 
Подчиняется административному округу Верхняя Франкония. Входит в состав района Лихтенфельс.  Население составляет 3406 человек (на 31 декабря 2010 года). Занимает площадь 14,66 км².
Коммуна подразделяется на 4 сельских округа.

## Население
По оценке на 31 декабря 2015 года население общины Редвиц-ан-дер-Родах составляет 3364 чел. 

| Дата      | 1840 | 1871 | 1900 | 1925 | 1939 | 1950 | 1961 | 1970 | 1987 | 2011 |
| --------- | ---- | ---- | ---- | ---- | ---- | ---- | ---- | ---- | ---- | ---- |
| Население | 1664 | 1785 | 1825 | 1913 | 1809 | 2940 | 3643 | 3619 | 3312 | 3443 |

| Год       | 1960 | 1970 | 1980 | 1990 | 2000 | 2009 | 2010 | 2011 | 2012 | 2013 | 2014 | 2015 |
| --------- | ---- | ---- | ---- | ---- | ---- | ---- | ---- | ---- | ---- | ---- | ---- | ---- |
| Население | 3586 | 3614 | 3376 | 3368 | 3450 | 3386 | 3406 | 3437 | 3386 | 3371 | 3368 | 3364 |